# Leighton Durham Reynolds
Pour les articles homonymes, voir Reynolds.
 (mai 2021).
La mise en forme du texte ne suit pas les recommandations de Wikipédia : il faut le « wikifier ».
Les points d'amélioration suivants sont les cas les plus fréquents :
- Les titres sont pré-formatés par le logiciel. Ils ne sont ni en capitales, ni en gras.
- Le texte ne doit pas être écrit en capitales (les noms de famille non plus), ni en gras, ni en italique, ni en « petit »…
- Le gras n'est utilisé que pour surligner le titre de l'article dans l'introduction, une seule fois.
- L'italique est rarement utilisé : mots en langue étrangère, titres d'œuvres, noms de bateaux, etc.
- Les citations ne sont pas en italique mais en corps de texte normal. Elles sont entourées par des guillemets français : « et ».
- Les listes à puces sont à éviter, des paragraphes rédigés étant largement préférés. Les tableaux sont à réserver à la présentation de données structurées (résultats, etc.).
- Les appels de note de bas de page (petits chiffres en exposant, introduits par l'outil «  Source ») sont à placer entre la fin de phrase et le point final[comme ça].
- Les liens internes (vers d'autres articles de Wikipédia) sont à choisir avec parcimonie. Créez des liens vers des articles approfondissant le sujet. Les termes génériques sans rapport avec le sujet sont à éviter, ainsi que les répétitions de liens vers un même terme.
- Les liens externes sont à placer uniquement dans une section « Liens externes », à la fin de l'article. Ces liens sont à choisir avec parcimonie suivant les règles définies. Si un lien sert de source à l'article, son insertion dans le texte est à faire par les notes de bas de page.
- La présentation des références doit suivre les conventions bibliographiques. Il est recommandé d'utiliser les modèles {{Ouvrage}}, {{Chapitre}}, {{Article}}, {{Lien web}} et/ou {{Bibliographie}}. Le mode d'édition visuel peut mettre en forme automatiquement les références.
- Insérer une infobox (cadre d'informations à droite) n'est pas obligatoire pour parachever la mise en page.

Pour une aide détaillée, merci de consulter Aide:Wikification.
Si vous pensez que ces points ont été résolus, vous pouvez retirer ce bandeau et améliorer la mise en forme d'un autre article.
 (juin 2021).
Si vous disposez d'ouvrages ou d'articles de référence ou si vous connaissez des sites web de qualité traitant du thème abordé ici, merci de compléter l'article en donnant les références utiles à sa vérifiabilité et en les liant à la section « Notes et références ».
Leighton Reynolds (11 février 1930 – 4 décembre 1999), professeur émérite de Langues et de Littératures Classiques à l'Université d'Oxford (1996 et 1997), a été enseignant-chercheur en Lettres Classiques au Brasenose College entre 1957 et 1997.
Il a enseigné à des générations d'étudiants d'Oxford, a été nommé par deux fois directeur par intérim du collège universitaire, et a aussi écrit et publié de nombreux livres sur les auteurs latins. Il est particulièrement connu dans le monde francophone pour son essai sur la transmission des Classiques au fil des siècles, auquel il a adjoint une préface particulière pour l'édition française.
Il éprouvait une passion pour la botanique, et était un charpentier accompli.

## Carrière académique
Lighton Reynolds est né dans le petit village gallois de Abercanaid en 1930 et meurt en 1999 à Oxford en Angleterre. Bien que diplômé une première fois de l’Université de Cardiff avec mention, il continue ses études de Lettres Classiques au St John's College de Cambridge. Après son service militaire en tant qu’interprète russe, en 1954, il devient chercheur au Queen's College d’Oxford. En 1957, il est élu directeur de recherches en Lettres classiques au Brasenose College, toujours dans la même ville, où il enseignera jusqu’à la fin de sa carrière en 1997. Il a épousé Susan Buchanan en 1962. De cette union, un fils et deux filles sont nés. Il occupera par deux fois le poste de directeur par intérim du College et sera au nommé doyen de l’établissement. En 1987, L. Reynolds est élu membre de la British Academy et, un an avant sa retraite, il est reçu en tant que professeur émérite de Langues et de Littératures Classiques. Au cours de cette brillante carrière, il rédigea plusieurs articles scientifiques et livres sur des auteurs latins et sur la transmission de la littérature classique.

## Ouvrages publiés
- Seneca Epistulae Vol I (Oxford University Press, 1965)
- Seneca Dialogues (Oxford University Press, 1977)
- Leighton D. Reynolds et N. G. Wilson, D’Homère à Érasme : la transmission des classiques grecs et latins [« Scribes and Scholars: A Guide to the Transmission of Greek and Latin Literature »], Oxford University Press, 1968 (réimpr. 1988 pour l'éd. du CNRS en fr.)
- Texts and Transmission (Oxford University Press, 1983)
- Sallust: Catilina, Iugurtha, Historiarum Fragmenta Selecta, Appendix Sallustiana (Oxford University Press, 1991)
- Cicero De Finibus (Oxford University Press, 1998)